# Pallotyni
Pallotyni, właściwie Stowarzyszenie Apostolstwa Katolickiego (łac. Societas Apostolatus Catholici – SAC) – katolicka wspólnota księży i braci, założona przez św. Wincentego Pallottiego w 1. połowie XIX wieku. Pallotyni charakteryzują się licznymi dziełami duszpasterskimi i misyjnymi na wszystkich kontynentach oraz promowaniem współpracy z ludźmi świeckimi.
Pallotyni są integralną częścią Zjednoczenia Apostolstwa Katolickiego, a
według prawa kanonicznego są stowarzyszeniem życia apostolskiego na prawie papieskim.
Pallotyńskie wyższe seminarium duchowne w Polsce znajduje się w miejscowości Ołtarzew koło Warszawy, w gminie Ożarów Mazowiecki (powiat warszawski zachodni).

## Historia
Powstanie pallotynów łączy się z inicjatywą znaną dziś jako Zjednoczenie Apostolstwa Katolickiego, powziętą 4 kwietnia 1835 w Rzymie przez św. Wincentego Pallottiego, która od początku zgromadziła przy sobie grupę księży i osób świeckich. Chcieli wcielać w życie nowatorską, jak na tamte czasy, ideę, że każdy ochrzczony jest apostołem, czyli zobowiązanym do troski o zbawienie swoje i drugiego człowieka.
W styczniu 1846 wspólnota księży i braci, którzy postanowili poświęcić całe swe życie dla Zjednoczenia, wprowadziła się do pomieszczeń przy rzymskim kościele San Salvatore in Onda, które pełnią funkcję pallotyńskiego domu generalnego do dziś.
W roku 1854, już po śmierci Pallottiego, Kongregacja Rozkrzewiania Wiary zmieniła nazwę Stowarzyszenie Apostolstwa Katolickiego na Pobożne Stowarzyszenie Misyjne (Pia Societas Missionum – skrót PSM). W następnych latach pallotyni przeszczepili się m.in. do Niemiec, Irlandii, Polski, Brazylii i Szwajcarii, a z tych krajów udawali się na misje.
W 1947 została przywrócona pierwotna nazwa pallotynów (Stowarzyszenie Apostolstwa Katolickiego). W obradach Soboru Watykańskiego II uczestniczyło pięciu pallotyńskich biskupów, zaś generał pallotynów ks. Wilhelm Möhler był członkiem komisji ds. apostolstwa ludzi świeckich. Podczas soboru idea apostolstwa powszechnego została w pełni zaaprobowana przez Kościół.
6 stycznia 1965 nastąpiło prawne oddzielenie Dzieła Szensztackiego od pallotynów. W 1981 roku wszedł w życie na stałe posoborowy tekst Prawa Podstawowego i Uzupełniającego, którego preambuła jest identyczna dla pallotynów i sióstr pallotynek. Po roku 1989 pallotyni mogli zacząć oficjalną działalność w krajach byłego ZSRR oraz w Czechach i na Słowacji.

## Przełożeni generalni
- ks. Franciszek Vaccari 1850–1856
- ks. Rafał Melia 1856–1862
- ks. Ignacy Auconi 1862–1869
- ks. Józef Faà di Bruno 1869–1889

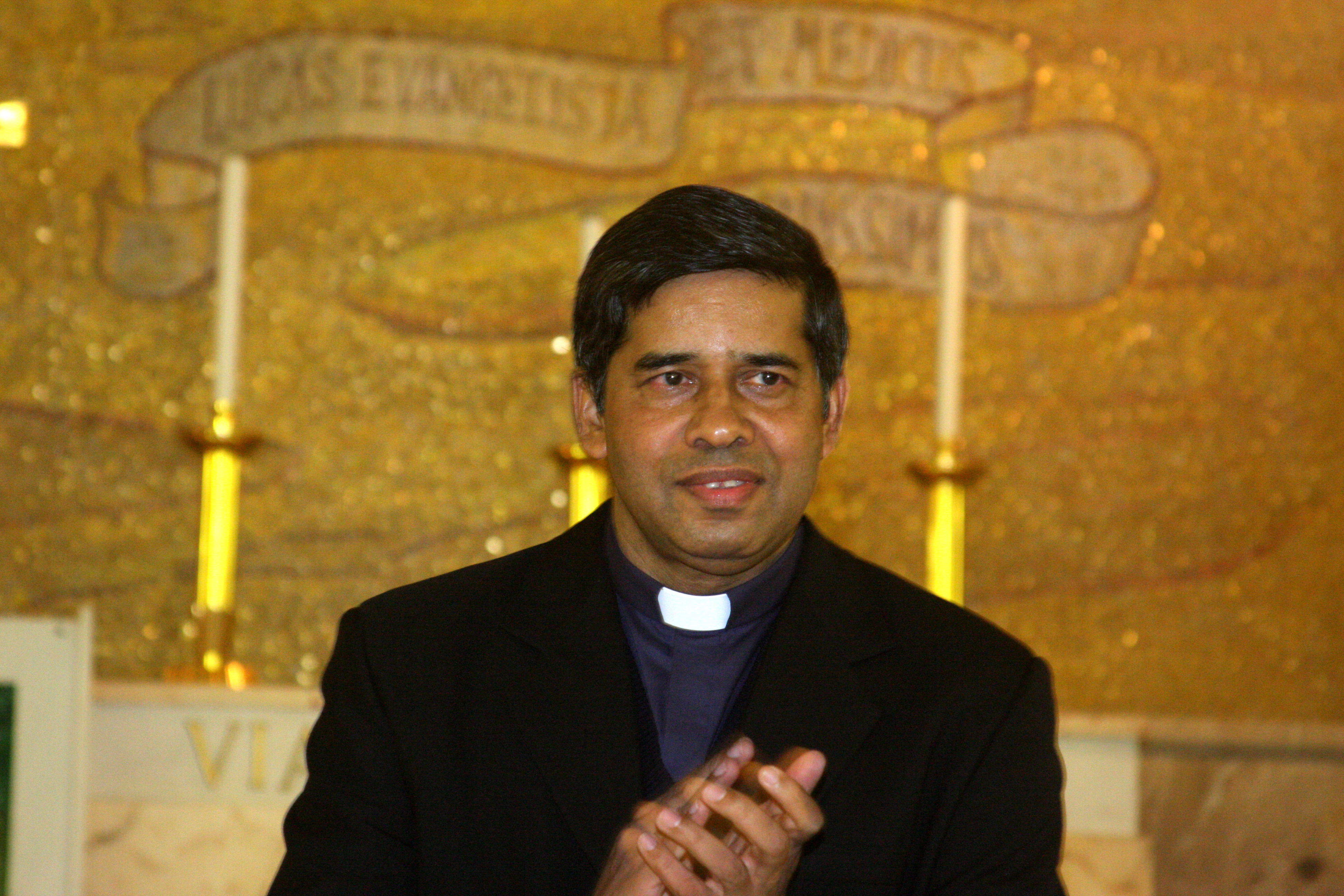
ks. Jacob Nampudakam – przełożony generalny w latach 2010–2022

- ks. Karol Orlandi (wikariusz generalny) 1889–1890
- ks. Józef Bannin (wikariusz generalny) 1890–1895
- ks. Scipio Tofini (wikariusz generalny) 1895–1896
- ks. Wilhelm Whitmee 1896–1903
- ks. Maksymilian Kugelmann 1903–1909
- ks. Karol Gissler 1909–1919
- ks. Jacek Cardi 1919–1925
- ks. Piotr Resch 1925–1931
- ks. Jacek Cardi 1931–1937
- ks. Karol Hoffmann 1937–1947
- ks. Wojciech Turowski 1947–1953[1]
- ks. Wilhelm Möhler 1953–1971
- ks. Mikołaj Gorman 1971–1977
- ks. Ludwik Münz 1977–1983
- ks. Martin Juritsch 1983–1992
- ks. Séamus Freeman 1992–2004
- ks. Friedrich Kretz 2004–2010
- ks. Jacob Nampudakam 2010-2022
- ks. Zenon Hanas od 2022[1]

## Nazewnictwo
Oficjalnym tytułem pallotyńskiego generała jest rektor generalny, który jest wybierany przez zebranie generalne. Tereny działalności pallotynów dzielą się na regie (przynajmniej 40 członków po wiecznej konsekracji) i prowincje (minimum 80 po wiecznej konsekracji) oraz delegatury tych obu (np. misje). Na czele prowincji stoi prowincjał, na czele regii superior lub regionał. Poszczególnymi domami kierują rektorzy.

## Habit pallotynów

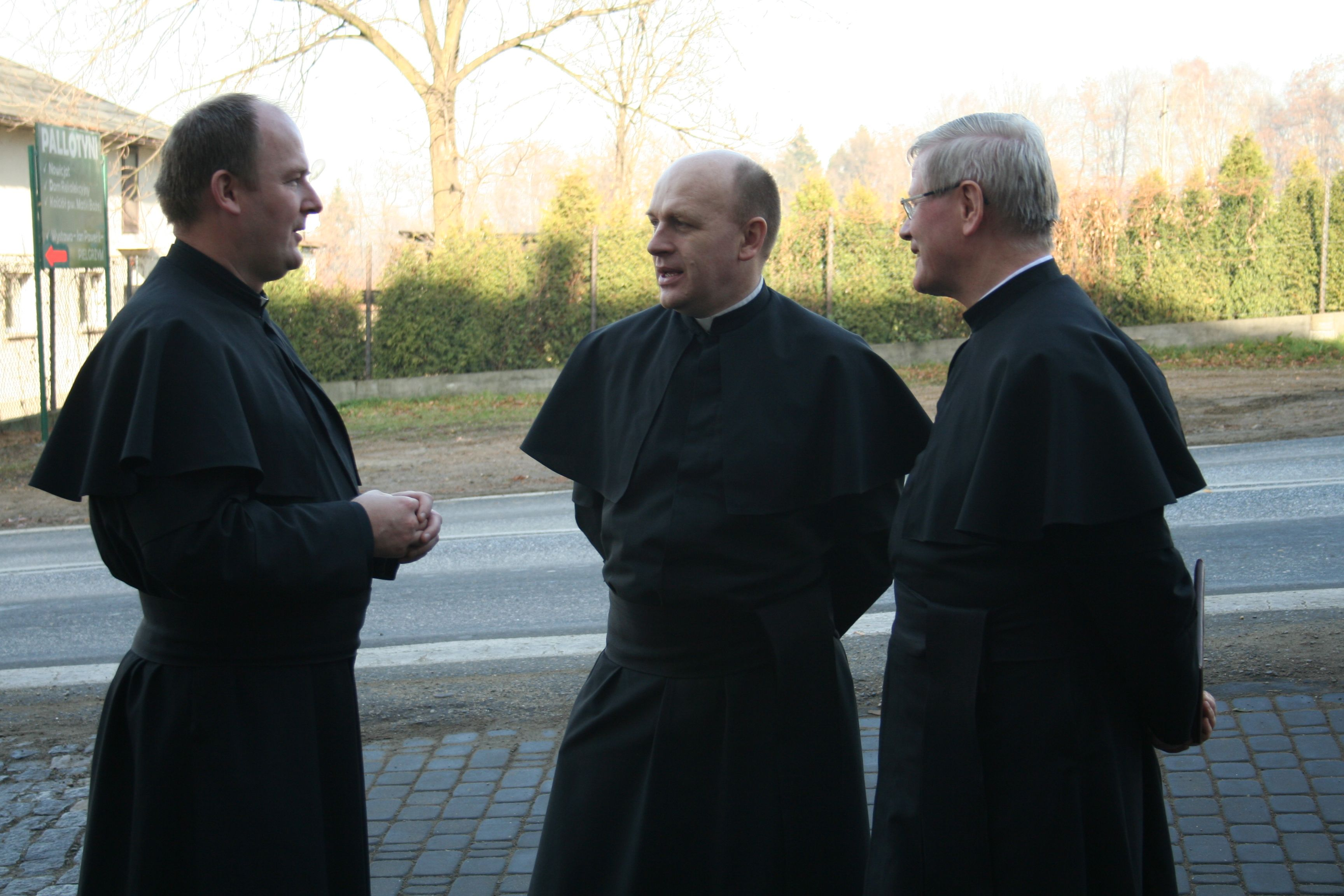
Księża pallotyni w sutannach z pelerynkami

Strojem Stowarzyszenia jest ubiór duchowieństwa diecezji rzymskiej w XIX w., czyli czarna sutanna z pelerynką i czarnym wełnianym pasem, którego końce opadają na lewą stronę. Na misjach w ciepłych krajach nosi się białą sutannę z czarnym pasem. Podobny strój nosi papież, tylko z pasem koloru białego. Alumni przed wieczną konsekracją noszą sutannę bez pelerynki.

## Duchowość
Charyzmat pallotyński opiera się na fundamencie jaki zawiera się w pallotyńskim zawołaniu Caritas Christi urget nos – Miłość Chrystusa nas przynagla. To miłość ma być dla pallotyna motorem do wszelkich działań.
Choć życie i działalność upodabniają ich do księży diecezjalnych, księża i bracia pallotyni oddają się całkowicie Bogu poprzez konsekrację – przyrzeczenia (podobne do ślubów zakonnych) czystości, ubóstwa, posłuszeństwa, a także wytrwania, wspólnoty dóbr i ducha służby, składane Stowarzyszeniu Apostolstwa Katolickiego. W ten sposób odpowiadają powołaniu, które otrzymali, aby żyć dla Boga i we wspólnocie braterskiej oddać się na służbę ludziom.
Patronką Stowarzyszenia i Zjednoczenia jest Maryja, Królowa Apostołów, która jest po Jezusie Chrystusie najdoskonalszym wzorem do naśladowania dla pallotynów.

## Formacja
Formacja zakonna u pallotynów dzieli się na: wstępną, podstawową i stałą.
- formacja wstępna obejmuje, zarówno dla kandydatów na księży, jak i na braci, dwuletni nowicjat (u pallotynów nazywany okresem wstępnym) poprzedzony postulatem (najczęściej miesięcznym)
- formacja podstawowa to czas między złożeniem pierwszej konsekracji (przyrzeczeń) a wiecznej. Dla kandydatów do kapłaństwa przebiega on w wyższym seminarium duchownym, a dla braci najczęściej w tzw. domach junioratu
- do formacji stałej jest zobowiązany każdy pallotyn. Ma ona trwać do końca życia i obejmować rozwój duchowy oraz intelektualny. Pomagać mają w formacji wspólne rekolekcje, dni skupienia i inne spotkania

## Cele i zadania
Celem Stowarzyszenia jest „ożywianie wiary i rozpalanie miłości u wszystkich członków Ludu Bożego”, głównie przez głoszenie, że każdy członek Kościoła jest apostołem – powołanym do głoszenia Ewangelii słowem i czynem, oraz zjednoczenie ich wysiłków w służbie apostolskiej misji Kościoła.
- apostolstwo świeckich – pobudzanie i formowanie świeckich do apostolstwa
- Inicjatywy ekumeniczne – modlitwa i praca na rzecz jedności chrześcijan
- działalność misyjna – niesienie Ewangelii tym, którzy jej nie znają
- troska o niewierzących – solidarność i współpraca
- apostolstwo społeczne – działania na rzecz sprawiedliwości społecznej
- mass media – popieranie i stosowanie ich w apostolstwie

## Działalność

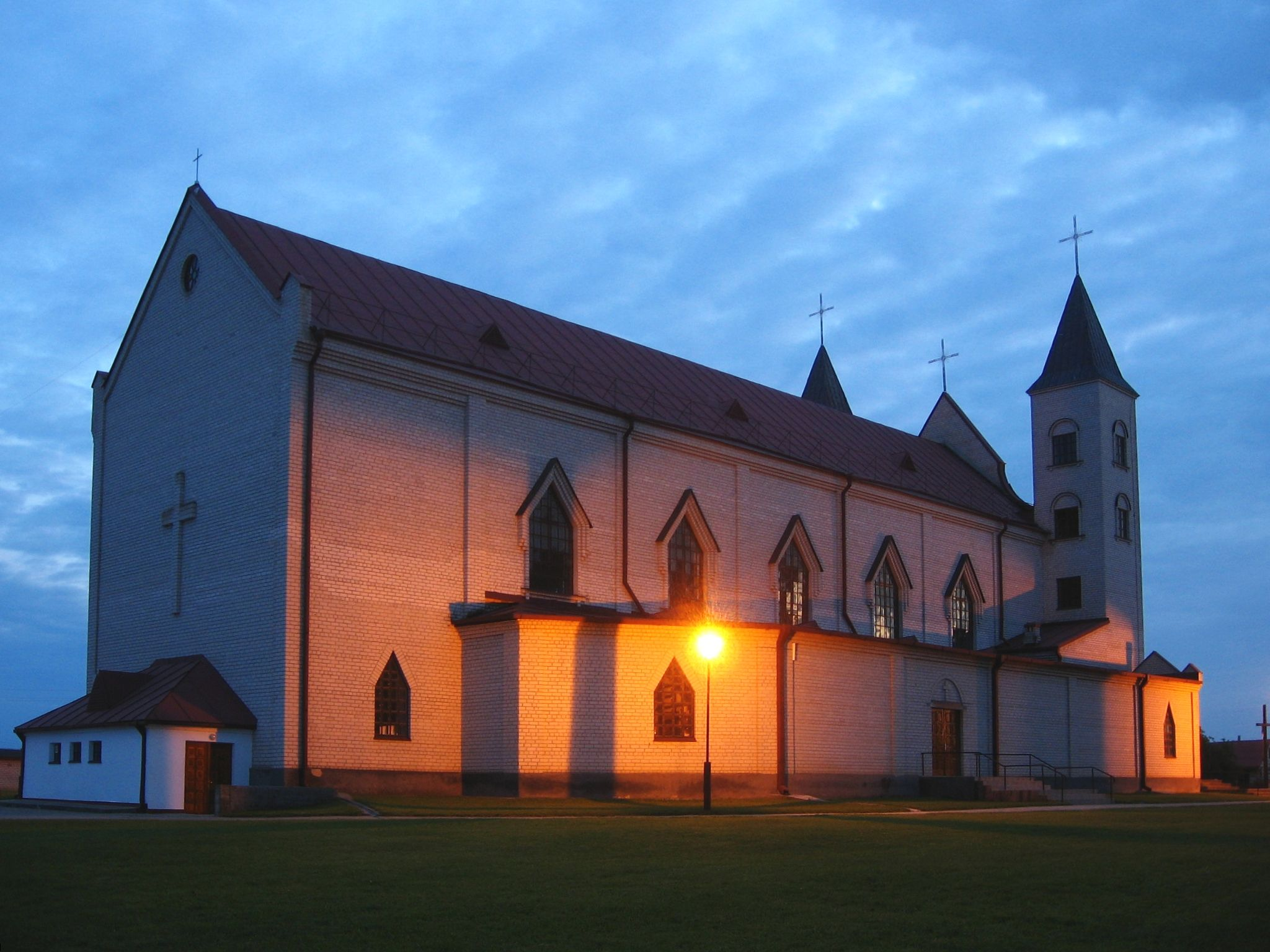
Kościół Świętych Apostołów Szymona i Judy Tadeusza w Woronowie

Pallotyni pracują na wszystkich zamieszkanych kontynentach.
- Afryka: Kamerun, Kenia, Demokratyczna Republika Konga, Malawi Mozambik, Południowa Afryka, Rwanda, Tanzania, Wybrzeże Kości Słoniowej
- Ameryka Północna: Barbados, Belize, Kanada, Kuba, Meksyk, Stany Zjednoczone Ameryki
- Ameryka Południowa: Argentyna, Boliwia, Brazylia, Chile, Kolumbia, Urugwaj, Wenezuela
- Europa: Austria, Belgia, Białoruś, Chorwacja, Czechy, Francja, Hiszpania, Irlandia, Niemcy, Polska, Portugalia, Słowacja, Szwajcaria, Ukraina, Wielka Brytania, Włochy
- Azja: Chińska Republika Ludowa (Hongkong), Filipiny, Indie, Korea Południowa, Rosja (Syberia), Tajwan, Wietnam
- Oceania: Australia, Papua-Nowa Gwinea

## Pallotyni w Polsce

### Historia
Na ziemie polskie pallotynów sprowadził ks. Alojzy Majewski. 11 listopada 1907 on i ks. Alojzy Hübner otrzymali od abp. Józefa Bilczewskiego dworek we wsi Jajkowce (dziś na terenie Ukrainy), w którym zamieszkali. Pod koniec roku zaczęli się zgłaszać pierwsi kandydaci na braci i księży.
W 1909 r. zakupiono pod Wadowicami dom na wzniesieniu, który nazwano Collegium Marianum. W 1913 otwarto dom w Bochni przeznaczony na nowicjat i seminarium duchowne.
I wojna światowa prawie zupełnie zniszczyła młode Stowarzyszenie na ziemiach polskich – pozostał jedynie dom na Kopcu. Jednak w międzywojniu pallotyni rozwijali się szybko. Otwarto wiele domów, m.in. w Warszawie i Ołtarzewie, gdzie zaczęto budowę seminarium duchownego. Jednocześnie polscy pallotyni zaczęli działalność za granicą: na misjach w Afryce oraz we Francji (gdzie powstała Regia Francuska), Niemczech i Urugwaju, opiekując się w tych krajach Polonią.
W Polsce zajmowali się formacją świeckich przez czasopisma (np. „Królowa Apostołów”), zjazdy, dni skupienia, rekolekcje zamknięte i osobiste spotkania. W 1935 powstała niezależna polska Prowincja Chrystusa Króla Stowarzyszenia Apostolstwa Katolickiego. II wojna światowa pozbawiła Stowarzyszenie większości domów, a w walkach i obozach koncentracyjnych zginęło 29 pallotynów (księży, braci i alumnów, w tym bł. ks. Józef Jankowski i bł. ks. Józef Stanek).
Po wojnie otwarto Małe Seminarium na Kopcu i w Chełmnie. W 1945 zaczęła się tworzyć placówka w Poznaniu, gdzie w 1948 powstało wydawnictwo Pallottinum. Również w 1945 pallotyni osiedlili się w Częstochowie, budując sanktuarium Miłosierdzia Bożego w Dolinie Miłosierdzia. Z powodów politycznych dopiero w latach 60. udało się polskim pallotynom wyjechać na misje. W 1963 do Indii wyjechał ks. Adam Wiśniewski, a w latach 70. pallotyńscy misjonarze wyjechali do Afryki i Ameryki Południowej.
Po roku 1989 udało się rozpocząć pracę m.in. w krajach byłego ZSRR oraz na Słowacji. W 1993 polska pallotyńska Prowincja Chrystusa Króla uległa przekształceniu w dwie niezależne prowincje: Chrystusa Króla z zarządem w Warszawie, a obejmującą wschodnią część Polski oraz Zwiastowania Pańskiego z zarządem w Poznaniu, a obejmującą zachodnią część kraju. W roku 2007 polscy pallotyni obchodzili stulecie działalności na ziemiach polskich. Od października 2012 pallotyni prowadzą regionalno-katolicką rozgłośnię internetową o nazwie nowohuckie.pl, której dyrektorem został ks. Łukasz Gołaś SAC. Redakcja radia mieści się przy parafii Matki Bożej Pocieszenia w Krakowie-Nowej Hucie. W 2017 roku radio zmieniło nazwę na pallotti.fm.
22 stycznia 2005 r. papież Jan Paweł II mianował pallotyna ks. Henryka Hosera SAC arcybiskupem  (święcenia biskupie przyjął 19 marca 2005 r.). Arcybiskup Hoser był w latach 2008–2017 biskupem diecezjalnym warszawsko-praskim, a w latach 1994–1996 wizytatorem apostolskim w Rwandzie i 2018–2021 w Medziugoriu. Zmarł 13 sierpnia 2021.
12 kwietnia 2017 r. papież Franciszek mianował pallotyna ks. Tadeusza Wojdę SAC arcybiskupem metropolitą białostockim (święcenia biskupie przyjął 10 czerwca 2017 r.). 2 marca 2021 r. papież Franciszek przeniósł go na urząd arcybiskupa metropolity gdańskiego.
12 grudnia 2019 r. papież Franciszek mianował prowincjała prowincji Zwiastowania Pańskiego ks. Adriana Galbasa SAC biskupem (święcenia biskupie przyjął 11 stycznia 2020 r.). Biskup Galbas był w latach 2020–2021 biskupem pomocniczym diecezji ełckiej, a od grudnia  2021 był arcybiskupem koadiutorem archidiecezji katowickiej. Od 31 maja 2023 r. abp Adrian Galbas był arcybiskupem metropolitą katowickim. 4 listopada 2024 r. papież Franciszek przeniósł go na urząd arcybiskupa metropolity warszawskiego, który objął kanonicznie 14 grudnia 2024r.

### Działalność w Polsce
– miejscowości z dwoma domami Stowarzyszenia

Pallotyńskie placówki w Polsce
– miejscowości z dwoma domami StowarzyszeniaWarszawa i Poznań – siedziby zarządów prowincjalnych

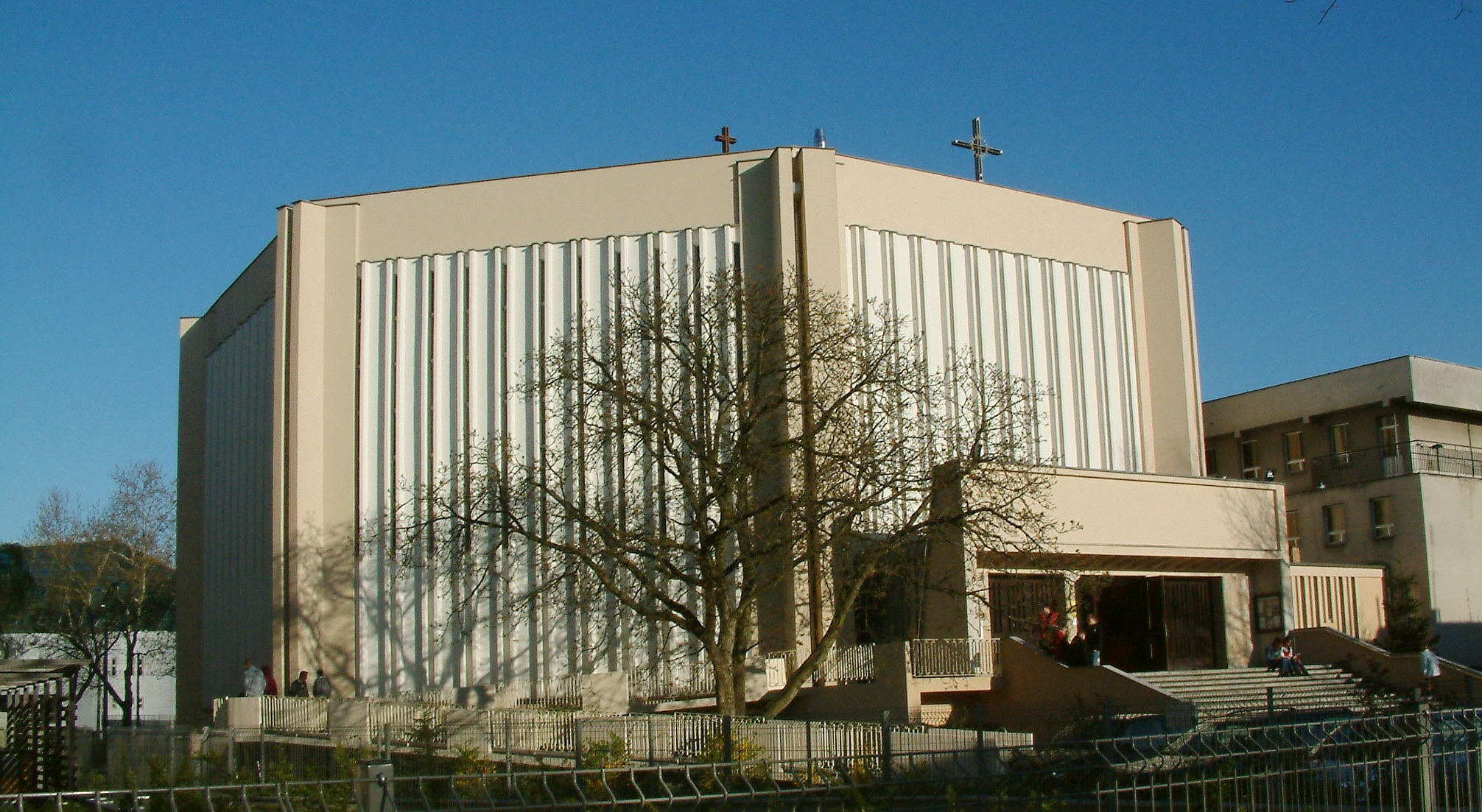
Kościół św. Wawrzyńca i św. Wincentego Pallottiego w Poznaniu, którym opiekują się księża pallotyni. Po prawej fragment budynku wydawnictwa Pallottinum

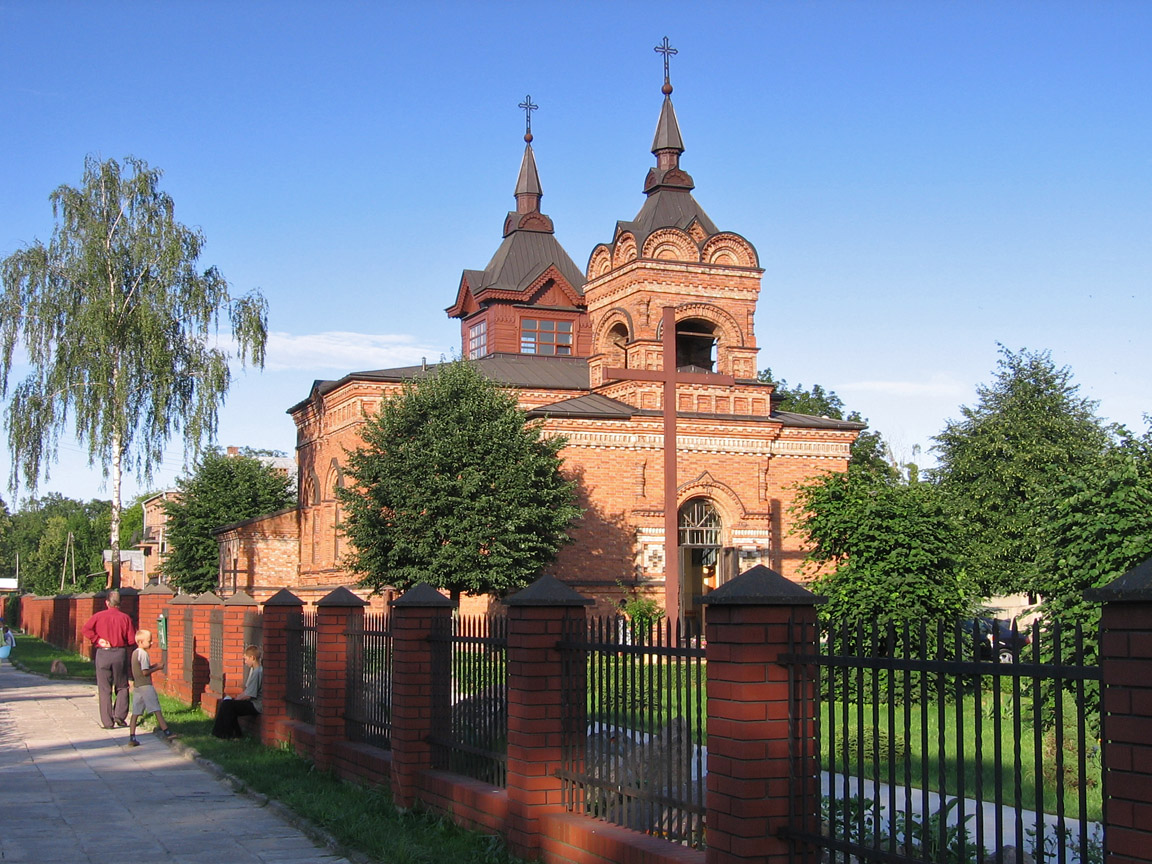
Kościół św. Wojciecha w Ostrołęce, którym opiekują się księża pallotyni

- współpraca w Zjednoczeniu Apostolstwa Katolickiego
- misje zagraniczne
- duszpasterstwo parafialne
- duszpasterstwo pielgrzymkowe i biura pielgrzymkowe w Warszawie i Częstochowie
- działalność wydawnicza (Pallottinum i Apostolicum)
- prowadzenie szkół w Lublinie, Chełmnie, Krakowie, Ożarowie Mazowieckim, Sierpcu, Kleczy Dolnej i Mińsku Mazowieckim.
- działalność naukowa (KUL, UKSW, Instytut Teologii Apostolstwa, Instytut Statystyki Kościoła Katolickiego, czasopismo Communio i inne)
- głoszenie rekolekcji i misji ludowych
- domy rekolekcyjne
- sanktuaria w Zakopanem, Częstochowie, Międzyrzeczu, Czarnej, Hodyszewie, Sierpcu i Ożarowie Mazowieckim
- duszpasterstwo powołaniowe
- prowadzenie hospicjów
- duszpasterstwa specjalistyczne: narkomani (Stowarzyszenie KARAN), więźniowie, bezdomni, małżeństwa niesakramentalne, prowadzenie świetlic socjoterapeutycznych, wspieranie samotnych matek i promowanie wolontariatu

### Wyżsi przełożeni
- ks. Alojzy Majewski 1907–1925
- ks. Wojciech Turowski 1925–1932
- ks. Tomasz Mącior 1932–1934
- ks. Jan Maćkowski 1934–1947
- ks. Stanisław Czapla 1947–1959
- ks. Eugeniusz Weron 1959–1965
- ks. Stanisław Martuszewski 1965–1972
- ks. Józef Dąbrowski 1972–1978
- ks. Henryk Kietliński 1978–1984
- ks. Czesław Parzyszek 1984–1993

Prowincja Chrystusa Króla
- ks. Mieczysław Olech 1993–1996
- ks. Czesław Parzyszek 1996–2005
- ks. Zdzisław Słomka 2005–2008
- ks. Józef Lasak 2008–2017
- ks. Zenon Hanas 2017-2022
- ks. Waldemar Pawlik od 2022

Prowincja Zwiastowania Pańskiego
- ks. Lesław Gwarek 1993–1999
- ks. Tomasz Skibiński 1999–2005
- ks. Kazimierz Czulak 2005–2011
- ks. Adrian Galbas[13] 2011-2019
- ks. Adam Kamizela 2019–2020
- ks. Zdzisław Szmeichel od 2020